# Mehrfamilienhaus Catharinenstraße 59

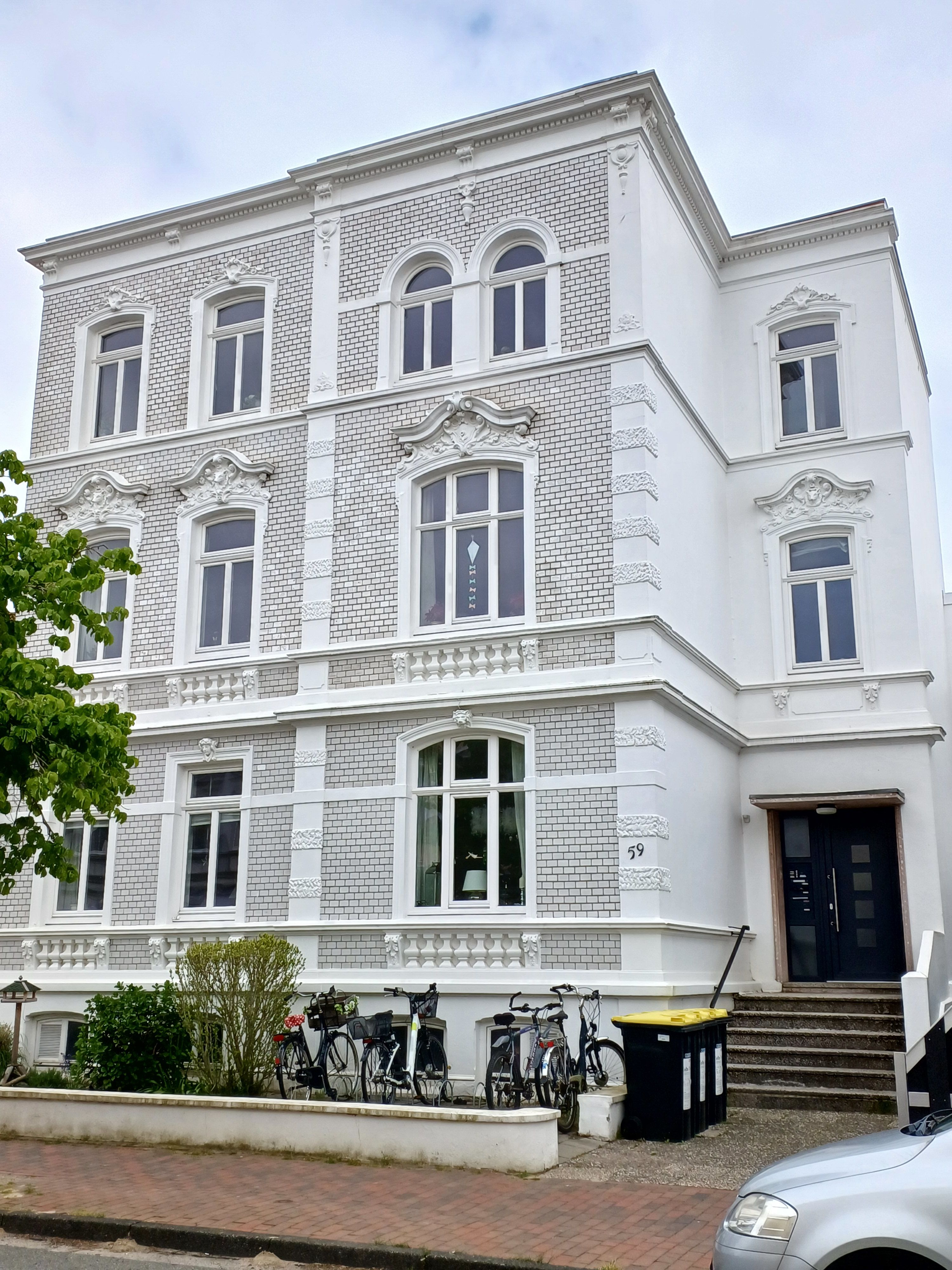
Mehrfamilienhaus Catharinenstraße 59 (2023)

Das Mehrfamilienhaus Catharinenstraße 59 in der niedersächsischen Kreisstadt Cuxhaven im Landkreis Cuxhaven stammt vom Anfang des 20. Jahrhunderts. Aktuell (2024) wird es als Wohnhaus und gewerblich genutzt.
Das Gebäude steht unter Denkmalschutz (siehe auch Liste der Baudenkmale in Cuxhaven).

## Geschichte und Beschreibung
Um 1900 wurde westlich des Grünen Wegs in Cuxhaven auf den Ländereien der Gärtnerei Otto Höpcke ein Wohngebiet neu erschlossen. Stil-, material- und regionstypische ein- bis viergeschossige Bauten der Zeit entstanden. Die Straße entstand 1892/94, die Bürgersteige 1912. Sie wurde nach Catharina Höpcke, der Mutter des Erbauers, benannt.
Das dreigeschossige traufständige, zumeist verputzte, L-förmige Gebäude auf Keller mit Flachdach wurde um 1902/05 gebaut. Die mit Stuck- und Putzornamenten geschmückte steinsichtige Straßenfassade wurde gestaltet mit Lisenen, gestuften Traufgesimsen, geschossteilendem Gesimsband und Gesims, rund- und segmentbogigen Fensterrahmungen sowie betonten Brüstungen. Der seitliche Eingang ist in einer zurückliegenden Achse.
Das Haus gehört zu einer Gruppe denkmalgeschützter Wohnhäuser der Catharinenstraße Nr. 2–13, Nr. 17–18, Nr. 23–25, Nr. 46–50 und Nr. 55–64.
Das Landesdenkmalamt befand u. a.: „… Die Wohnsiedlung bietet heute noch das geschlossene Bild eines von schmalen, oft noch durch die originalen Einfriedungen abgegrenzten Vorgärten geprägten Straßenzugs mit offener Wohnbebauung.“